# Albert Ahlin
Albert Ahlin, född 14 augusti 1874 i Skålleruds församling i Älvsborgs län, död 14 april 1950 på Lidingö, var disponent för Eds pappersbruk till 1913. Han var 1913–1918 disponent för Orrefors Bruks Aktiebolag som 1913 inköpts av konsul Johan Ekman för att säkerställa tillgången till trä för cellulosatillverkningen i Eds Bruk. Ahlin rekryterade många av de skickliga medarbetare som senare skulle göra Orrefors glasbruk världsberömt: hyttmästare Oscar Landås, mästarna och bröderna Knut Bergqvist och Gustaf Bergqvist, gravör Gustav Abels, glasmålare Heinrich Wollman och konstnärerna Simon Gate och Edward Hald.
Ahlin var senare VD för AB Svenska Fönsterglasbruken och 1922–1936 för Sveriges Pappersbruksförbund. Riddare av Vasaorden 1935.